# Xestoleptura behrensii
Xestoleptura behrensii är en skalbaggsart som först beskrevs av Leconte 1873.  Xestoleptura behrensii ingår i släktet Xestoleptura och familjen långhorningar. Inga underarter finns listade i Catalogue of Life.